# Roger C. Slaughter
Roger Caldwell Slaughter (* 17. Juli 1905 bei Odessa, Lafayette County, Missouri; † 2. Juni 1974 ebenda) war ein US-amerikanischer Politiker. Zwischen 1943 und 1947 vertrat er den Bundesstaat Missouri im US-Repräsentantenhaus.

## Werdegang
Roger Slaughter besuchte die öffentlichen Schulen in Independence und studierte danach bis 1928 an der Princeton University. Nach einem anschließenden Jurastudium an der Kansas City Law School und seiner 1932 erfolgten Zulassung als Rechtsanwalt begann er in Kansas City in diesem Beruf zu arbeiten. Zwischen 1932 und 1936 war er auch stellvertretender Staatsanwalt im dortigen Jackson County. Von 1940 bis 1942 saß er im Vorstand des Schulbezirks von Kansas City.
Politisch war Slaughter Mitglied der Demokratischen Partei. Bei den Kongresswahlen des Jahres 1942 wurde er im fünften Wahlbezirk von Missouri in das US-Repräsentantenhaus in Washington, D.C. gewählt, wo er am 3. Januar 1943 die Nachfolge von Joe Shannon antrat. Nach einer Wiederwahl konnte er bis zum 3. Januar 1947 zwei Legislaturperioden im Kongress absolvieren. Diese waren von den Ereignissen des Zweiten Weltkrieges und dessen unmittelbare Folgen bestimmt.
1946 wurde Slaughter nicht mehr zur Wiederwahl nominiert. In den folgenden Jahren praktizierte er wieder als Anwalt. Zwischen 1960 und 1962 war er Vorstandsmitglied seiner Partei in Missouri. Seit 1972 amtierte er als Richter im Lafayette County. Roger Slaughter starb am 2. Juni 1974 auf seiner Farm in der Nähe von Odessa.